# IF Start
IF Start är en idrottsförening i Örebro som bildades 1919 men verksamheten startade redan 1916.
I föreningen har det genom åren funnits flera olika aktiviteter, så som simning, gång och orientering. Men även om olika grenar kommit och gått har friidrotten alltid varit föreningens huvudverksamhet.
Handbollen har haft framgångar med bland annat allsvenskt spel åren 1969-1971.
Dagens verksamhet består av friidrott, med inriktning på löpning.

## Kända profiler
- Långdistanslöparen Olle Möller
- Spjutkastaren Per-Arne Berglund
- Spjutkastaren Ragnar Ericzon